# Sante Ceccherini
Pour les articles homonymes, voir Ceccherini.
Sante Ceccherini est un escrimeur italien né le 15 novembre 1863 à Incisa in Val d'Arno et mort le 9 août 1932.

## Biographie
L'escrimeur italien participe aux épreuve d'épée et de sabre lors des Jeux olympiques d'été de 1908 à Londres ; il remporte la médaille d'argent en sabre par équipe.
Il a été initié en franc-maçonnerie dans la loge « La Concordia » de Florence en 1905. Il a été parmi les franc-maçons les plus importants de l'armée et il a maintenu les rapports entre la maçonnerie italienne et Gabriele D'Annunzio pendant  l'entreprise de Fiume.